# Linia 2 de tramvai din Antwerpen
Linia 2 de tramvai din Antwerpen este o linie de tramvai din Antwerpen, Belgia, care începe în strada Kioskplaats din Hoboken și se termină în districtul Merksem.

## Istoric
Linia 2 de tramvai este una din cele mai vechi din Antwerpen. Linia, deservită de tramvaie trase de cai, a fost deschisă în 1875. Inițial, traseul era unul suprateran, Suikerrui - Vlasmarkt - Groenplaats - Gara Antwerpen-Centraal - Harmonie - Hoboken. În 1963, stația de pornire a devenit Groenplaats. În 1975, primul tunel al sistemului de premetrou a fost inaugurat între Groenplaats și Opera. În 1980, acesta a fost continuat între Opera și Plantin, iar în 1990 linia a fost extinsă până în cartierul Linkeroever, pe malul stâng al Scheldei. Până pe 1 septembrie 2012, linia 2 a continuat să lege Hoboken (Kioskplaats) de cartierul Linkeroever, trecând prin Groenplaats.
În noaptea de 31 decembrie 2013, până pe 1 ianuarie 2014, tramvaie speciale pentru Sărbători au circulat toată noaptea, ca parte a unui proiect pilot, din Hoboken până la premetrou, pe traseul liniei 2, urmate de tramvaie de la premetrou și până la stația Metropolis, pe traseul liniei 6, începând cu o jumătate de oră înainte de miezul nopții (sfârșitul obișnuit al serviciului) și până la ora 5 dimineața (începutul obișnuit al serviciului). Acest program a fost repetat între 31 decembrie 2015 și 1 ianuarie 2016.

## Traseu și stații
Linia 2 conectează sudul comunei belgiene Hoboken de nordul cartierului Merksem, trecând prin centrul orașului Antwerpen. Linia folosește tunelurile premetroului din Antwerpen între stațiile Plantin și Sport.

### Stațiile
|  |   |  | Stație                     | Lat/Long                                      | Comună    | Corespondențe            |
|  | - |  | -------------------------- | --------------------------------------------- | --------- | ------------------------ |
|  | O |  | Hoboken - Lelieplaats      | 51°10′27″N 4°21′04″E / 51.17407°N 4.351093°E  | Antwerpen | 4                        |
|  | o |  | Kioskplaats                | 51°10′39″N 4°21′00″E / 51.17742°N 4.350025°E  | Antwerpen | 4                        |
|  | o |  | Steynstraat                | 51°10′41″N 4°21′13″E / 51.17807°N 4.353705°E  | Antwerpen | 4                        |
|  | o |  | Draaiboom                  | 51°10′42″N 4°21′35″E / 51.17845°N 4.359730°E  | Antwerpen | 4                        |
|  | o |  | Jan Van de Wouwer          | 51°10′50″N 4°22′00″E / 51.18062°N 4.366744°E  | Antwerpen | 4                        |
|  | o |  | Zwaantjes                  | 51°10′58″N 4°22′23″E / 51.18273°N 4.373017°E  | Antwerpen | 4 24                     |
|  | o |  | Sportstraat                | 51°10′59″N 4°22′42″E / 51.18299°N 4.378468°E  | Antwerpen |                          |
|  | o |  | Schijfwerper               | 51°10′59″N 4°23′02″E / 51.18312°N 4.383987°E  | Antwerpen |                          |
|  | o |  | De Bosschaert              | 51°11′02″N 4°23′19″E / 51.18397°N 4.388644°E  | Antwerpen |                          |
|  | o |  | Olympiade                  | 51°11′07″N 4°23′31″E / 51.18535°N 4.391841°E  | Antwerpen | 6                        |
|  | o |  | Volhardingstraat           | 51°11′13″N 4°23′35″E / 51.18687°N 4.393010°E  | Antwerpen | 6                        |
|  | o |  | Antwerp Expo               | 51°11′30″N 4°23′55″E / 51.19162°N 4.398729°E  | Antwerpen | 6                        |
|  | o |  | deSingel                   | 51°11′40″N 4°24′09″E / 51.19438°N 4.402532°E  | Antwerpen | 6                        |
|  | o |  | Markgravelei               | 51°11′51″N 4°24′26″E / 51.19743°N 4.407175°E  | Antwerpen | 6                        |
|  | o |  | Provinciehuis              | 51°11′55″N 4°24′41″E / 51.19875°N 4.411306°E  | Antwerpen | 6                        |
|  | o |  | Harmonie                   | 51°12′05″N 4°24′47″E / 51.20134°N 4.412945°E  | Antwerpen | 6 7 15                   |
|  | o |  | Lange Leemstraat           | 51°12′21″N 4°25′05″E / 51.20573°N 4.417936°E  | Antwerpen | 4 6 15                   |
|  | o |  | Charlottalei               | 51°12′27″N 4°25′13″E / 51.20743°N 4.420361°E  | Antwerpen | 6 15                     |
|  | o |  | Plantin                    | 51°12′38″N 4°25′19″E / 51.210556°N 4.421944°E | Antwerpen | 6 9 15                   |
|  | o |  | Diamant                    | 51°13′00″N 4°25′14″E / 51.216667°N 4.420556°E | Antwerpen | 6 9 15                   |
|  | o |  | Astrid                     | 51°13′08″N 4°25′17″E / 51.218889°N 4.421389°E | Antwerpen | 3 5 6 8 10 11 12 24 SNCB |
|  | o |  | Elisabeth                  | 51°13′22″N 4°25′27″E / 51.222778°N 4.424167°E | Antwerpen | 3 5 6                    |
|  | o |  | Handel                     | 51°13′27″N 4°25′55″E / 51.224167°N 4.431944°E | Antwerpen | 3 5 6                    |
|  | o |  | Schijnpoort                | 51°13′38″N 4°26′20″E / 51.227222°N 4.438889°E | Antwerpen | 3 5 6 12                 |
|  | o |  | Sport                      | 51°13′49″N 4°26′34″E / 51.230278°N 4.442778°E | Antwerpen | 3 6 12                   |
|  | o |  | Gasthuishoeve              | 51°14′19″N 4°26′26″E / 51.23854°N 4.440523°E  | Antwerpen | 3 6                      |
|  | o |  | Burgemeester Nolf          | 51°14′33″N 4°26′28″E / 51.24259°N 4.441175°E  | Antwerpen | 3                        |
|  | o |  | Barnkracht                 | 51°14′38″N 4°26′38″E / 51.24381°N 4.443954°E  | Antwerpen | 3                        |
|  | o |  | Oudebareel                 | 51°14′48″N 4°27′02″E / 51.24675°N 4.450520°E  | Antwerpen | 3                        |
|  | o |  | Victor Roosens             | 51°14′56″N 4°27′15″E / 51.24895°N 4.454111°E  | Antwerpen | 3                        |
|  | o |  | Rerum Novarum              | 51°15′05″N 4°27′23″E / 51.25140°N 4.456394°E  | Antwerpen | 3                        |
|  | o |  | Ringlaan                   | 51°15′15″N 4°27′32″E / 51.25417°N 4.458963°E  | Antwerpen | 3                        |
|  | O |  | Merksem - P+R Fortsteenweg | 51°15′31″N 4°27′47″E / 51.25873°N 4.463019°E  | Antwerpen | 3 P+R                    |

## Exploatarea liniei
Linia 2 este exploatată de De Lijn. Ea este parcursă de tramvaie în circa 46 de minute.

## Materialul rulant
Începând cu 1 septembrie 2012, pe această linie circulă în special tramvaie HermeLijn, deși uneori, în timpul orelor de vârf, sunt folosite și modele mai vechi PCC, datorită lipsei de spațiu din depoul din Hoboken.

## Simbolul liniei
Simbolul acestei linii, prezent pe afișajul tramvaielor, este cifra „2” scrisă cu culoare albă pe un cartuș rectangular de culoare verde.